# Piotrkowski
Piotrkowski là một huyện thuộc tỉnh Łódzkie của Ba Lan. Huyện có diện tích 1429 km². Đến ngày 1 tháng 1 năm 2011, dân số của huyện là 90624 người và mật độ 63 người/km².